# Aylax
Aylax is een geslacht van vliesvleugelige insecten van de familie Echte galwespen (Cynipidae).

## Soorten
- A. ascanica Dyakonchuk, 1983
- A. crassinervus Kieffer, 1902
- A. minor

Klaproosgalwesp Hartig, 1840
- A. onobrychidis Kieffer, 1895
- A. papaveris

Blauwmaanzaadgalwesp (Perris, 1839)
- A. parvula Schenck, 1863
- A. patens Hartig, 1841
- A. phaeopappucii Dyakonchuk, 1983
- A. picridis Kruch, 1891
- A. punctata Hartig, 1840
- A. rufiventris Schenck, 1863
- A. ruthenicae Dyakonchuk, 1983
- A. subterranea Hartig, 1843
- A. syncrepida Hartig, 1841
- A. trachelii Kirchner, 1855
- A. verbasci Kaltenbach, 1872